# Норвезький хокейний союз
Норвезький хокейний союз (норв. Norges Ishockeyforbund) — організація, яка проводить на території Норвегії змагання з хокею із шайбою. Утворена 18 вересня 1934 року, член ІІХФ з 20 січня 1935 року. У країні — близько 80 клубів, 29 палаців спорту та 5 критих майданчиків із штучним льодом. Найбільші зали: в Осло («Юдаль Амфі») — 10000 місць і Тронгеймі — 5000.

## Історія
Хокей із шайбою почав розвиватися в Норвегії з кінця 1920-х років, перш за все на півночі країни. 1932 року у Тронгеймі, Сандвікені і Тромсе були створені перші команди.
Чемпіонати Норвегії проводяться з 1934—35 років. Система проведення чемпіонатів багато разів змінювалася. Наприкінці 1970-х років у першому дивізіоні виступало 10 команд. Вони проводили зустрічі у два кола, а потім шість найкращих без урахування набраних очок грали ще два кола. У 1980-х роках після основного дво- або чотириколового турніру 8—10 команд проводили півфінальні та фінальні серії із трьох матчів до двох перемог. Починаючи з 1986 року, в першому дивізіоні за такою системою грають 10 клубів (на першому етапі вони зустрічаються один з одним чотири рази). Фіналісти грають до трьох перемог однієї з команд. Змагання також проводяться у другому (2 групи по 8 клубів) і третьому дивізіонах.

## Турніри
Чемпіони Норвегії: «Трюгг» (Осло) — 1935 і 1938, «Гране» — 1936, 1937, 1939 і 1940, «Форвард» (Осло) — 1946, «Стабек» — 1947, «Стронг» — 1948, «Фурусет» (Осло) — 1949, 1951, 1952, 1954, 1980, 1983 і 1990, «Гамблебюен» (Осло) — 1950, 1953, 1955, 1956, 1958, 1959 і 1964, «Тігрене» (Осло) — 1957 і 1961, «Волеренга» (Осло) — 1960, 1962, 1963, 1965—1971, 1973, 1983, 1985, 1987 , 1988, 1991—1993, 1998, 1999, 2001, 2003. «Хаслам-Лерен» (Осло) — 1972 і 1974, «Фріск» (Аскер) — 1975, 1976, 1979, 2002, «Манглеруд Стар» (Осло) — 1977 і 1978, «Стернен» (Фредрікстад) — 1981 і 1986 , «Спарта» (Сарпсборг) — 1984 і 1989, «Стурхамар» (Хамар) — 1995—1997, 2000 і 2004.
Після закінчення сезону визначають: найкращого гравця року (приз «Золота шайба»), воротаря, захисника, нападника, суддю, присуджують приз «Справедливої гри» (найкоректнішій команді); визначають символічнц збірну «Усіх зірок».
Хокей популярний серед молоді Норвегії. З кінця 1950-х років понад 60 команд беруть участь в юнацькому та молодіжному чемпіонатах.

## Гравці та національна збірна
Збірна Норвегії перший міжнародний матч провела 18 лютого 1937 року на чемпіонаті світу в Лондоні зі збірною Швейцарії (рахунок —2:13).
Найкраще досягнення команди на чемпіонаті світу — 4-е місце в 1951. Збірна Норвегії — двічі третій призер ЧЄ (1951 і 1962). Найкращий результат на зимових Олімпійських іграх — 8-е місце в 1972. У Норвегії проходили ЧС в групі А (1952 і 1958), у групі В (1989) та зимових Олімпійських іграх 1952 і 1994.
Найсильніші гравці Норвегії різних років:
- воротарі: Адольфсен, Л. Віладт, Й. Гольдстейн, Джим Мартінсен, Роберт Скістад, Стів Оллмен;
- захисники: К. Бйорклунд, Б. Гульбрандсен, В. Гульбрандсен, А. Бакке, Т. Гундерсена, А. Браттос, І. Матрінсен, Н. Нільсен, Р. Мольберг, Оге Еллінгсен, Кім Сегорд, Т.-Х. Елькеланд, М. Андерсен, Петтер Сальстен, Томмі Якобсен, Свен-Ерік Нерстебе, Е. Ульсен, А.-А. Ульсен;
- нападники: Ф. Гундерсена, Р. Крістіансен, Л. Сольхейм, Е. Сольхейм, К. Петтерсен, А. Петтерсен, П.-С. Ульсен, К. Нільсен, У. Дальсер, П. Еріксен, Р. Евстедаль, Р. Янсен, М. Юхансен, С. Тінн, Арне Міккельсен, Х. Лунденес, Стефен Фойн, Ер'ян Левдаль, Гейр Хофф, П.-К. Кнульд, Ерік Крістіансен, Ярле Фрііс, Т. Магнуссен, Е. Крістіансен, Мортен Фінстад, Уле-Ескільд Дальстрем, Еспен Кнутсен, Петтер Торесен, Андерс Мюрвольд, Е. Тветен.